# وو یی (شانگ)
وو یی(چینی:武乙) زاده شده با نام کو(چینی:瞿) شاهی بود از شاهان دودمان شانگ در چین. پایتخت او شهر این بود. او ۳۵ سال فرمان راند.